# Noami Santos
Noami Santos Lamb (29 novembre 1993) è una pallavolista portoricana, schiacciatrice delle Valencianas de Juncos.

## Carriera

### Club
La carriera di Noami Santos inizia a livello giovanile con la formazione dell'AVOLI. In seguito gioca a livello universitario negli Stati Uniti d'America, dove partecipa alla Division I NCAA dal 2011 al 2014 con la Florida.
Dopo un'annata di inattività, nella stagione 2016 firma il suo primo contratto professionistico, debuttando nella Liga de Voleibol Superior Femenino con le Capitalinas de San Juan, raggiungendo le finali scudetto e venendo premiata come miglior esordiente. Disputa anche la Liga de Voleibol Superior Femenino 2017 con la franchigia capitolina, prima di trasferirsi in Spagna per il campionato 2017-18, difendendo i colori del JAV Olímpico nella Superliga Femenina de Voleibol.
Ritorna quindi a Porto Rico per la Liga de Voleibol Superior Femenino 2019, difendendo i colori delle Changas de Naranjito, venendo inserita nello All-Star Team del torneo. Nella stagione 2020-21 torna in Spagna, giocando questa volta nella Superliga 2 Femenina de Voleibol col JAV Olímpico 2, club col quale si aggiudica la Coppa della Principessa, venendo inoltre premiata come MVP, prima di trasferirsi nel gennaio 2021 al Playas de Benidorm, sempre nel campionato cadetto spagnolo. 
Rientra in seguito in patria per disputare la Liga de Voleibol Superior Femenino 2021 con le Changas de Naranjito, mentre poco dopo l'inizio del campionato 2021-22 approda nella Volley League greca col Markopoulo, dove gioca fino a febbraio, prima di tornare negli Stati Uniti, dove prende parte alla seconda edizione dell'Athletes Unlimited. Per la Liga de Voleibol Superior Femenino 2022 torna inizialmente a giocare con le Changas de Naranjito, prima di approdare nel corso dell'annata alle Valencianas de Juncos.
Nel gennaio 2023 viene ingaggiata dall'Heidelberg per la seconda parte della Superliga Femenina de Voleibol; tuttavia lascia la formazione spagnola prima della fine dell'annata, tornando alle Valencianas de Juncos per disputare il resto della Liga de Voleibol Superior Femenino 2023. Dopo un nuovo periodo di inattività, nel gennaio 2024 torna in campo nel campionato cadetto spagnolo con il Madrid.

### Nazionale
Nel 2010 fa il suo debutto nella nazionale portoricana, partecipando al campionato mondiale. Si aggiudica successivamente la medaglia di bronzo alla Coppa panamericana 2014 e si ripete sia alla Coppa panamericana 2017 che ai XXIII Giochi centramericani e caraibici.

## Palmarès

### Club
- Coppa della Principessa: 1

2020-21

### Nazionale (competizioni minori)
- Coppa panamericana 2014
- Coppa panamericana 2017
- Giochi centramericani e caraibici 2018

### Premi individuali
- 2016 - Liga de Voleibol Superior Femenino: Miglior esordiente
- 2019 - Liga de Voleibol Superior Femenino: All-Star Team
- 2021 - Coppa della Principessa: MVP